# Max Born Award
Der Max Born Award ist ein von Optica vergebener Preis für physikalische Optik. Er ist nach Max Born benannt und wird seit 1982 jährlich vergeben.
Er ist nicht mit dem Max-Born-Preis der Deutschen Physikalischen Gesellschaft (DPG) und des Institute of Physics zu verwechseln.

## Preisträger
- 1982 Leonard Mandel
- 1983 Joseph W. Goodman
- 1984 Adolf W. Lohmann
- 1985 Roy Jay Glauber
- 1986 Herch Moysés Nussenzveig
- 1987 Emil Wolf
- 1988 Girish Saran Agarwal
- 1989 Dietrich Marcuse
- 1990 Samuel L. McCall
- 1991 James P. Gordon
- 1992 Rodney Loudon
- 1994 Valerian Tatarskii
- 1995 Tito Arecchi
- 1996 H. Jeff Kimble
- 1997 Boris Jakowlewitsch Seldowitsch
- 1998 Peter Zoller
- 1999 Alain Aspect
- 2000 Jagdeep Shah
- 2001 Bernard Yurke
- 2002 John Lewis Hall
- 2003 Howard Carmichael
- 2004 David E. Pritchard
- 2005 Alexander E. Kaplan
- 2006 Richart E. Slusher
- 2007 Luigi Lugiato
- 2008 Peter W. Milonni
- 2009 Mordechai Segev
- 2010 Vladimir Shalaev
- 2011 Carlton M. Caves
- 2012 Jean Dalibard
- 2013 Yaron Silberberg
- 2014 Costas M. Soukoulis
- 2015 John D. Joannopoulos
- 2016 Xiang Zhang
- 2017 Miles John Padgett
- 2018 Demetrios N. Christodoulides
- 2019 Govind P. Agrawal
- 2020 Nader Engheta
- 2021 Anne L’Huillier
- 2022 Yuri S. Kivshar
- 2023 Marin Soljačić
- 2024 Andrea Alu
- 2025 A. Douglas Stone